# Flekkefjord
Flekkefjord – norweskie miasto i gmina leżąca w regionie Agder.
Flekkefjord jest 196. norweską gminą pod względem powierzchni.

## Demografia
Według danych z roku 2005 gminę zamieszkuje 8878 osób. Gęstość zaludnienia wynosi 16,47 os./km². Pod względem zaludnienia Flekkefjord zajmuje 119. miejsce wśród norweskich gmin.
| ludność stan na 1 stycznia 2005 |         |           |       |
|                                 | kobiety | mężczyźni | razem |
| osób                            | 4467    | 4411      | 8878  |
| %                               | 50,32%  | 49,68%    | 100%  |

| wykształcenie stan na 1 października 2004 |            |         |        |          |
|                                           | podstawowe | średnie | wyższe | nieznane |
| osób                                      | 1335       | 4259    | 1276   | 211      |
| %                                         | 18,85%     | 60,15%  | 18,02% | 2,98%    |

## Edukacja
Według danych z 1 października 2004:
- liczba szkół podstawowych (norw. grunnskolar): 7
- liczba uczniów szkół podst.: 1222

## Władze gminy
Według danych na rok 2023 administratorem gminy (norw. rådmann) jest Bernhard Nilsen, natomiast burmistrzem (norw. ordfører, d. borgermester) jest Torbjørn Klungland (FrP).